# St. Ulrich im Schwarzwald

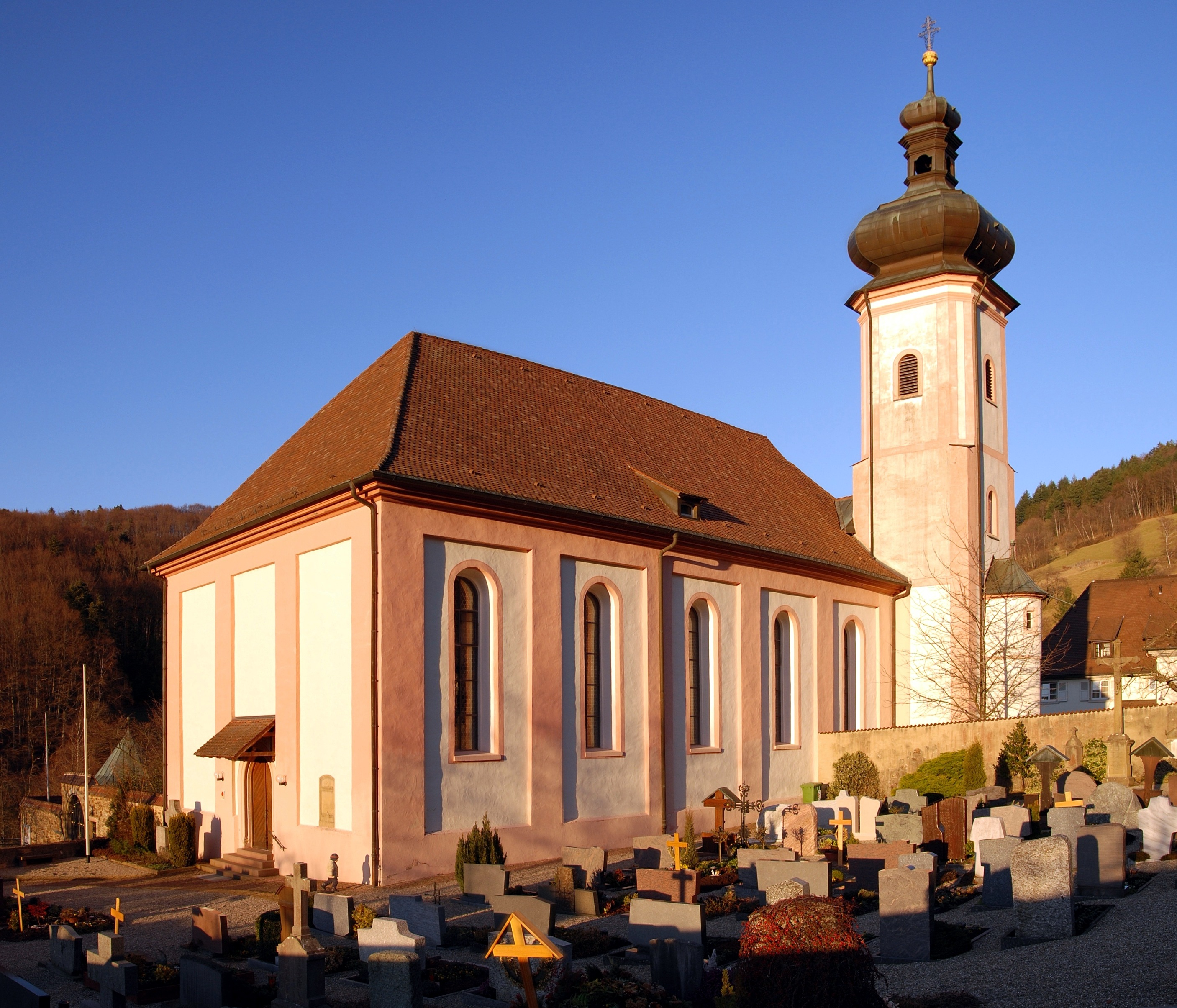
Katholische Pfarrkirche St. Ulrich

St. Ulrich im Schwarzwald war ein Priorat des burgundischen Benediktinerklosters Cluny, entstanden im Schwarzwälder Möhlintal um 1083, selbstständig bis 1547. Heute ist St. Ulrich ein Ortsteil von Bollschweil.

## Geschichte

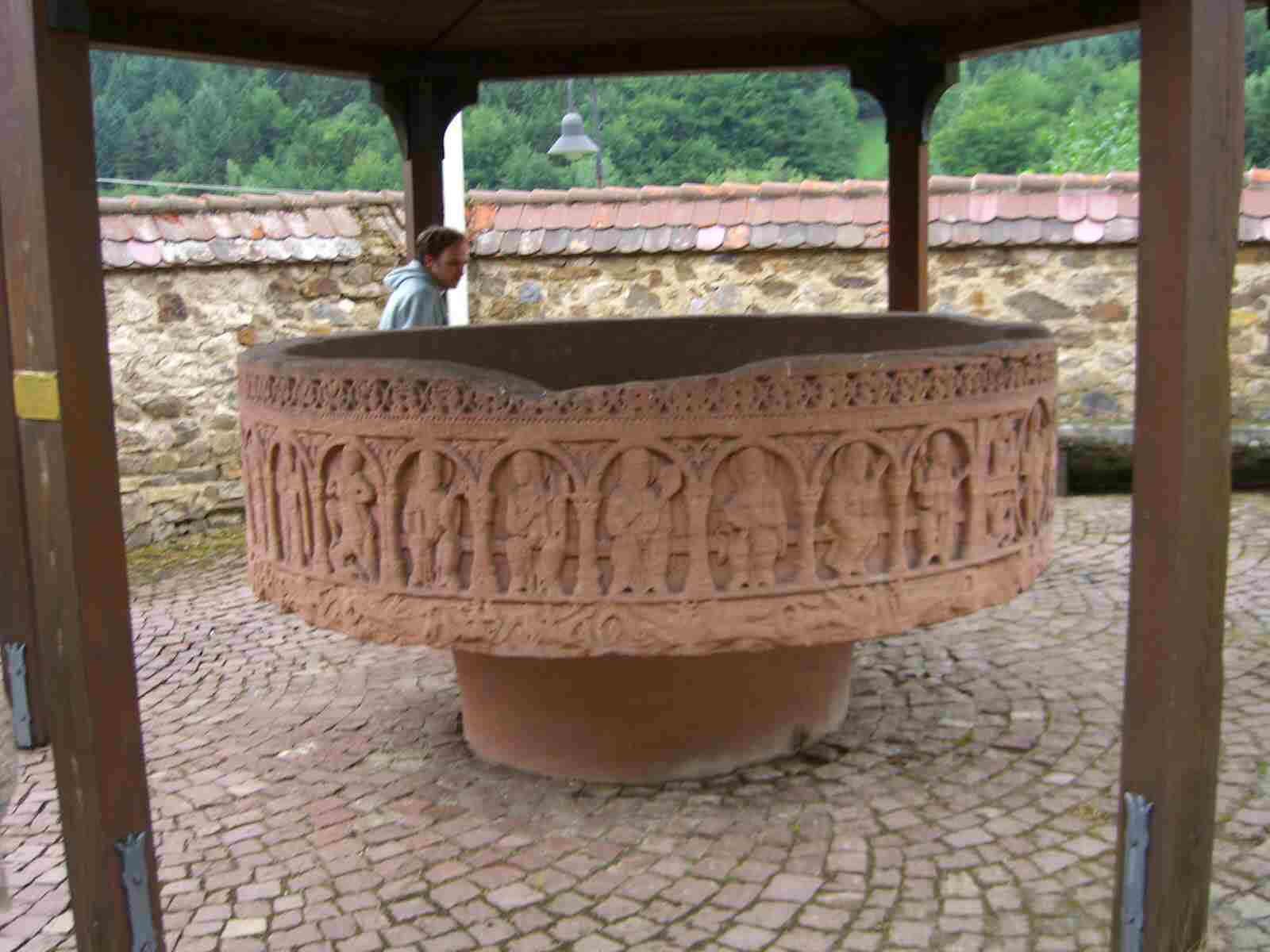
Brunnenschale von St. Ulrich

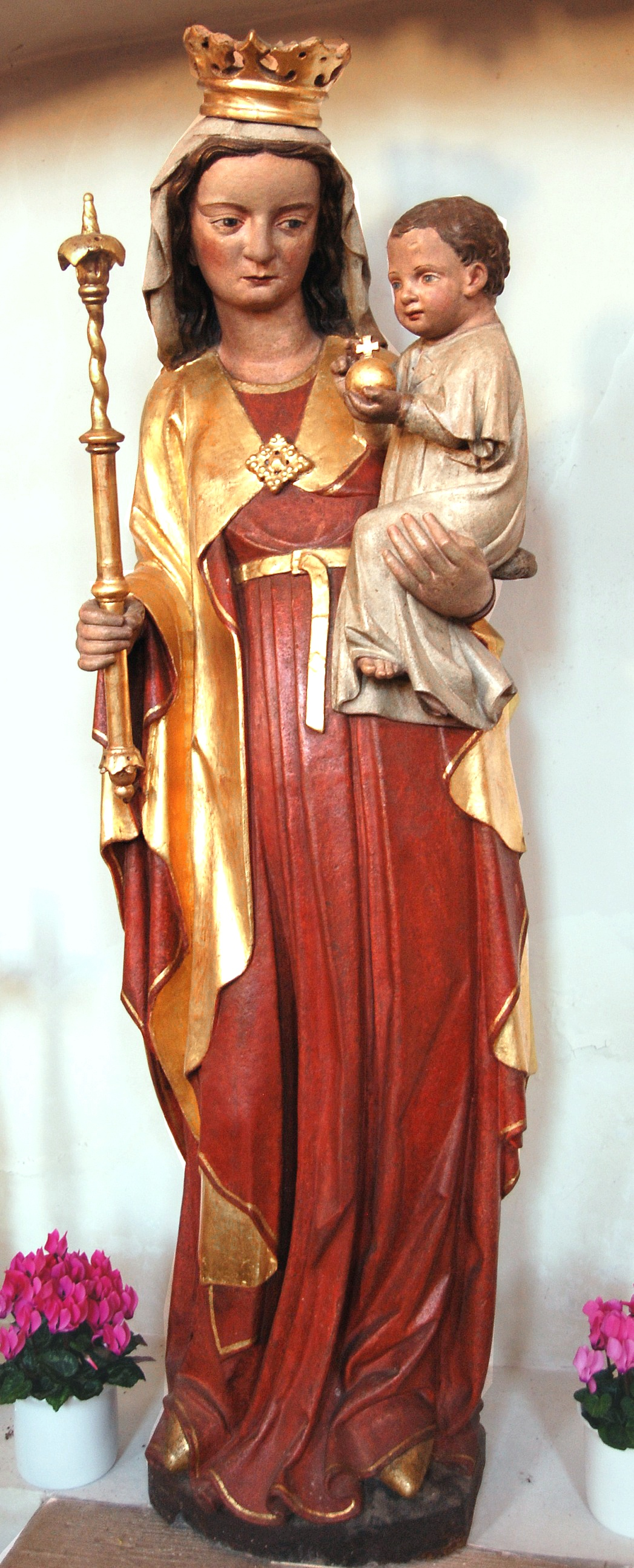
Madonna (spätes 13. Jh.) in St. Ulrich

Die Anfänge des cluniazensischen Priorats St. Ulrich reichen in die Zeit des Investiturstreits zurück, als mit dem Regensburger Ulrich von Zell († 1093) ein Mönch von Cluny am Westrand des Schwarzwaldes, im Möhlintal, ein Priorat der burgundischen Abtei gründete. Dabei griff Ulrich auf eine ältere, vor 1072 gestiftete Mönchsgemeinschaft auf dem Tuniberg (bei Ober-/Unterrimsingen) zurück, die wiederum zwischen 1077 und 1080 nach Grüningen (bei Oberrimsingen) umgesiedelt war. Bei der Übernahme der Mönchsgemeinschaft durch Ulrich kamen diesem schon bestehende Verbindungen zu Cluny zugute, die der Edelfreie Hesso von Eichstetten (siehe auch Herren von Eichstetten) und Rimsingen, der Stifter der Probstei Tuniberg, und der badische Markgraf Hermann I. († 1074) aufgebaut hatten. Auf Betreiben Ulrichs zog die Mönchsgemeinschaft noch einmal um, und zwar um 1087 nach Zell im Möhlintal, einer Örtlichkeit, an der sich im Jahr 868 eine (Kloster-) „Zelle“ der Abtei St. Gallen befunden hatte. Vom Basler Bischof Burkhard von Fenis (Bischof von 1072 bis 1107) erwarb das Priorat den Besitz in der Umgebung von Zell; freilich war hier einiges an Rodungstätigkeit zu leisten.
Das einzige Cluniazenserkloster rechts des Rheins entwickelte sich in der Folgezeit recht zufriedenstellend. Zur klösterlichen Grundherrschaft gehörte Besitz im Breisgau, im Elsass und in der Ortenau, das Priorat besaß unter anderem die Pfarreien in Grüningen, Wolfenweiler, Bollschweil und Hochdorf, während die umstrittene Pfarrei Achkarren 1315 gegen die in Feuerbach getauscht wurde. Die Klostervogtei lag in den Händen der Grafen von Nimburg, der Straßburger Bischöfe (1200), der staufischen Könige (1236), der Grafen von Freiburg und der österreichischen Herzöge (1445). Das 13. Jahrhundert sah den Niedergang der Mönchsgemeinschaft. Wiederholte, von Cluny ausgehende Visitationen bezeugen eine stark geschrumpfte Anzahl von vier bis sieben Mönchen neben dem Prior. Ein gewisser Aufschwung des Klosters ist unter Prior Paul von Cůnheim (1448–1489) feststellbar. Während seiner Amtszeit brannte das Kloster zwar zweimal ab, doch nach der ersten Feuersbrunst vor 1464 wurde es schnell wieder aufgebaut. Während der Reformationszeit verlor die Mönchsgemeinschaft ihre Selbstständigkeit. Letzter cluniazensischer Prior war Stephan Baudin. St. Ulrich – die Bezeichnung des Klosters nach seinem Gründer setzte sich im Laufe des 14. Jahrhunderts durch – wurde 1547 Priorat des Klosters St. Georgen, 1560 Priorat der Abtei St. Peter, 1578 der Abtei St. Peter inkorporiert. 1806 wurde das Priorat St. Ulrich zusammen mit der Mönchsgemeinschaft in St. Peter säkularisiert.
Die von Peter Thumb im Auftrag des Abtes Benedikt Wülberz erbaute barocke Kirche folgte einigen mittelalterlichen Vorgängerbauten. Verschiedene Altarweihen, Zerstörungen, Reparaturen und Neubauten sind überliefert. Sehenswert ist eine mächtige romanische Brunnenschale aus dem 12. Jahrhundert. Eine Madonna aus Sandstein schuf ein auch in der Freiburger Münsterbauhütte arbeitender Bildhauer Ende des 13. Jahrhunderts.
Das Erzbistum Freiburg betreibt hier seit 1949 in den ehemaligen Klostergebäuden eine Erwachsenenbildungsstätte für den ländlichen Raum, die Katholische Landvolkshochschule St. Ulrich.

## Prioren von St. Ulrich

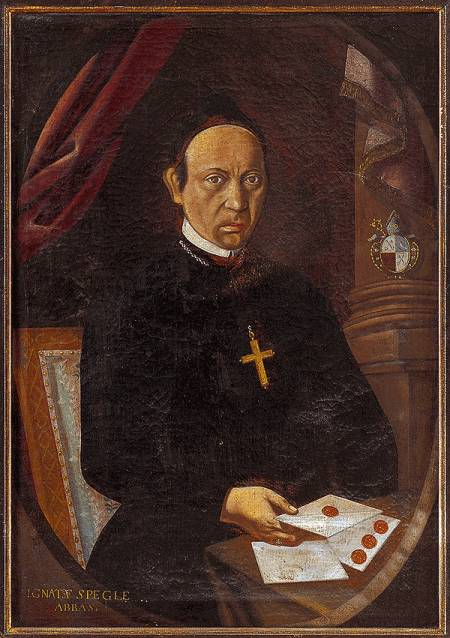
Ignaz Speckle, Abt von St. Peter und Prior von St. Ulrich

| Cluniazensische Prioren - Ulrich (1080er-1093) - Eberhard - Adalbert (1120, 1139, 1147?) - Gebhard (1145) - Girard (1157) - Rudolf (1171) - Bertolf oder Berthold (1179, 1184) - Heinrich (1264) - Kuno (1274) - Ulrich (1283, 1291) - Gerhard (1302, 1304) - Nikolaus (1315) - Johannes (1316, 1325) - Wilhelm (1335) - Heinrich (1345) - Johannes Peyer (1365, 1376) - Wilhelm von Matin (1383, 1392?) - Heinrich (1390, 1398) - Heinrich (1400) - Stephan (1405) - Philipp Chalome (1409) - Johann von Breitingen (1434, 1444) - Paul von Cůnheim (1448–1489) - Jodocus Erny (1492) - N. Distaing (1497–1502) - Aymo de Suturno (1508, 1511) - Rudolph Ecklin (1514–1541) - Johannes Chenraudi (1542, 1544) - Stephan Baudin (1544–1547) | Priorat Kloster St. Georgen im Schwarzwald - Johannes Kern (1546) - Nikolaus Wiclin (1548) Priorat Kloster St. Peter auf dem Schwarzwald - Johannes VII. Erb (1560–1566) - Daniel Wehinger (1566–1580) - Johannes Joachim Mynsinger von Frundeck (1580–1585) - Gallus Vögelin (1585–1597) - Michael Stöcklin (1597–1601) - Johann Jakob Pfeiffer (1601–1609) - Johannes VIII. Schwab (1609–1612) - Johannes IX. Held (1612–1614) - Peter IV. Münzer (1614–1637) - Matthäus Welzenmüller (1637–1659) - Placidus Rösch (1659–1670) - Paulus Pastor (1670–1699) - Maurus Höß (1699–1719) - Ulrich Bürgi (1719–1739) - Benedikt II. Wülberz (1739–1749) - Philipp Jakob Steyrer (1749–1795) - Ignaz Speckle (1795–1806) |

## Gemeinde
Seit dem 1. Januar 1974 ist St. Ulrich ein Ortsteil der Gemeinde Bollschweil, Landkreis Breisgau-Hochschwarzwald, Land Baden-Württemberg.

## Söhne und Töchter der Gemeinde
- Joseph Ussermann (1737–1798), Benediktiner, Theologe, Philosoph, Priester, Bibliothekar und Professor